# Доброгоща (Брагинский район)
Доброгоща (бел. Дабрагошча) — посёлок в Маложинском сельсовете Брагинского района Гомельской области Белоруссии.

## География

### Расположение
В 22 км на юго-восток от Брагина, 50 км от железнодорожной станции Хойники (на ветке Василевичи — Хойники от линии Калинковичи — Гомель), 141 км от Гомеля.

## Транспортная система
Транспортные связи по просёлочной, затем автомобильной дороге Комарин — Брагин.
Планировка состоит из прямолинейной улицы, близкой к широтной ориентации, застроенной деревянными домами усадебного типа.

## История
Основан в начале 1920-х годов переселенцами из соседних деревень на бывших помещичьих землях. В 1931 году организован колхоз. В 1959 году в составе колхоза «Первомайский» (центр — деревня Маложин).

## Население

### Численность
- 2004 год — 4 хозяйства, 9 жителей.

### Динамика
- 1930 год — 13 дворов, 65 жителей.
- 1959 год — 109 жителей (согласно переписи).
- 2004 год — 4 хозяйства, 9 жителей.